# Anders Eliasson (rockmusiker)
Anders Eliasson, född 14 januari 1966 i Malmö, är en svensk kompositör, sångare, musiker (gitarr, keyboard). Eliasson var medlem i rockbandet Lambretta 1993–2004. Han var tidigare även med i syntpopgrupperna Page och Shanghai. Han är gift med Ylva Roos och har två barn.

## Diskografi
Page
- En Dansande man (1983)

Shanghai
- I full frihet (1986)

Lambretta
- Breakfast (1999)
- Lambretta (2001)
- The Fight (2004)